# Europawahl in Schweden 1999
Die Europawahl in Schweden 1999 fand am 13. Juni statt.

## Ergebnis
| Listen                           | Listen                                    | Stimmen   | %    | Mandate | +/- |
| -------------------------------- | ----------------------------------------- | --------- | ---- | ------- | --- |
|                                  | Sveriges socialdemokratiska arbetareparti | 657.497   | 26,0 | 6       | –1  |
|                                  | Moderata samlingspartiet                  | 524.755   | 20,7 | 5       | –   |
|                                  | Vänsterpartiet                            | 400.073   | 15,8 | 3       | –   |
|                                  | Folkpartiet liberalerna                   | 350.339   | 13,9 | 3       | +2  |
|                                  | Miljöpartiet de Gröna                     | 239.946   | 9,5  | 2       | –2  |
|                                  | Kristdemokraterna                         | 193.354   | 7,6  | 2       | +2  |
|                                  | Centerpartiet                             | 151.442   | 6,0  | 1       | –1  |
|                                  | Sonstige                                  | 12.031    | 0,5  | –       | –   |
| Gesamt                           | Gesamt                                    | 2.529.437 | 100  | 22      | –   |
|                                  |                                           |           |      |         |     |
| Ungültige Stimmen                | Ungültige Stimmen                         | 59.077    | 2,3  |         |     |
| Wähler                           | Wähler                                    | 2.588.514 | 38,8 |         |     |
| Wahlberechtigte                  | Wahlberechtigte                           | 6.664.205 |      |         |     |
|                                  |                                           |           |      |         |     |
| Quelle: Statistiska centralbyrån |                                           |           |      |         |     |

## Fraktionen im Europäischen Parlament
| Partei                         | Partei                                    | Mandate | Fraktion |
| ------------------------------ | ----------------------------------------- | ------- | -------- |
|                                | Sveriges socialdemokratiska arbetareparti | 6 / 22  | SPE      |
|                                | Moderata samlingspartiet                  | 5 / 22  | EVP-ED   |
|                                | Vänsterpartiet                            | 3 / 22  | GUE/NGL  |
|                                | Folkpartiet liberalerna                   | 3 / 22  | ELDR     |
|                                | Miljöpartiet de Gröna                     | 2 / 22  | G/EFA    |
|                                | Kristdemokraterna                         | 2 / 22  | EVP-ED   |
|                                | Centerpartiet                             | 1 / 22  | ELDR     |
|                                |                                           |         |          |
| Quelle: Europäisches Parlament |                                           |         |          |